# Hanna Busz
Hanna Krystyna Busz, po mężu Przelaskowska (ur. 23 listopada 1940 w Poznaniu) – polska siatkarka, reprezentantka Polski, mistrzyni Polski, rezerwowa podczas Igrzysk Olimpijskich w Tokio (1964).

## Kariera sportowa
W latach 1956–1966 występowała w AZS-AWF Warszawa. Z warszawskim klubem zdobyła siedem razy mistrzostwo Polski (1958, 1960, 1962, 1963, 1964, 1965, 1966) i dwa razy wicemistrzostwo Polski (1959, 1961).
W reprezentacji Polski zadebiutowała 6 kwietnia 1962 w towarzyskim spotkaniu z ZSRR, a ostatni raz wystąpiła 9 marca 1968 w towarzyskim spotkaniu z Holandią.  Łącznie w biało-czerwonych barwach wystąpiła 41 razy. Nigdy nie wystąpiła w turnieju rangi mistrzowskiej, natomiast na Igrzyskach Olimpijskich w Tokio (1964) była rezerwową (nie wyjechała jednak do Japonii z drużyną).
W 1962 ukończyła studia ogrodnicze w Szkole Głównej Gospodarstwa Wiejskiego w Warszawie.